# 有恒社
有恒社（ゆうこうしゃ）は、明治から大正にかけて存在した、日本の製紙会社である。1874年、輸入抄紙機を用いて日本で初めて洋紙の生産を行った、日本の製紙業における先駆的企業である。旧広島藩主の浅野家によって1872年に設立、浅野家から離れて株式会社組織に移行した後、1924年に初代王子製紙に吸収された。

## 沿革

### 浅野家経営時代
江戸時代が終って明治時代に入り、日本でも工業化がその緒に就くと、欧米諸国から輸入した抄紙機を用いて洋紙を生産する製紙会社が現れ始めた。東京の抄紙会社（後の王子製紙）および三田製紙所、大阪の蓬萊社製紙部（後の中之島製紙）、京都のパピール・ファブリック、神戸の神戸製紙所（現・三菱製紙）などがそれである。これらの会社はいずれも1875年以降に操業を開始したのであるが、これに先立つ1874年に操業を開始したのが有恒社である。設立は1872年2月で、現在の大手メーカーである王子グループや日本製紙の起源である初代王子製紙の設立（1873年2月）よりも1年先立つ。工場建設には至らなかったが1871年に設立された日本初の製紙会社である洋法楮製商社に続く、2番目の製紙会社であった。
有恒社を起こしたのは、広島藩最後の藩主で浅野侯爵家当主の浅野長勲である。東京の蛎殻町（現・東京都中央区日本橋蛎殻町）を工場用地として選び、イギリス人建築技師トーマス・ウォートルスの手により工場建設に着手した。抄紙機をイギリスから輸入し、工場の操業にあたってはイギリス人技術者を雇い入れ、1874年6月より抄紙機の運転を開始、紙の生産を始めた。工場には旧広島藩の者が多く雇用され、授産事業としての側面も有していた。
操業を開始したものの洋紙産業の黎明期ということもあり、生産は伸び悩んだ。しかし1877年に西南戦争が始まると印刷業が興隆し、その影響で工場の在庫は一掃されたという。その後も操業を継続していたが、後発の製紙会社の勢力が伸長してきたために1890年代になると業績は低迷した。そこで1892年、全面的に経営を久保順太郎に委任、彼の下で経営改革が行われた結果建て直しに成功した。

### 株式会社時代
1906年、市区改正に伴って工場移転が必要となったため、浅野家は有恒社の廃業を決定した。これに対して久保ら工場関係者は、彼らを中心に株式会社を組織して浅野家から事業を継承することに決し、1906年12月13日、株式会社有恒社を設立した。工場の移転先は南葛飾郡亀戸町大字亀戸字高貝洲（現・東京都江東区亀戸9丁目）、中川と竪川の合流地点が選ばれた。浅野家から譲り受けた機械と一部新調した機械を据え付け、新工場は1908年9月より操業を開始した。
1918年、会社の中心人物であった久保順太郎が死去する。残った経営陣は王子製紙の出資を受け入れることに決し、同年7月王子製紙に株式を売却した。王子製紙からは高嶋菊次郎らが送り込まれ付属会社として運営されたが、1924年6月1日、王子製紙は有恒社の事業一切を買収した。その後有恒社は同年6月25日に解散を決議して消滅した。
王子製紙に買収された有恒社の工場は「亀戸工場」とされ、抄紙機1台をもって操業を継続したが、軍需工場に転換するため太平洋戦争下の1943年1月に休止され、土地・建物は興国鋼線索（現・ジェイ-ワイテックス）に譲渡された。

### 年表
- 1872年2月 - 浅野家の出資により有恒社設立。
- 1874年6月 - 東京・蛎殻町において抄紙機1台で操業を開始。
- 1906年12月13日 - 株式会社有恒社設立。
- 1908年9月 - 株式会社有恒社、浅野家から機械を譲り受け工場を亀戸へ移設。
- 1918年7月 - 王子製紙が資本参加。
- 1924年6月1日 - 王子製紙が有恒社の事業を買収、亀戸工場とする。
- 1924年6月25日 - 有恒社解散。
- 1943年1月 - 王子製紙亀戸工場休止、売却。